# Ішпарайкіно
Ішпара́йкіно (рос. Ишпарайкино, чув. Ишпарайккă) — присілок у складі Аліковського району Чувашії, Росія. Входить до складу Шумшеваського сільського поселення.
Населення — 114 осіб (2010; 159 у 2002).
Національний склад:
- чуваші — 99 %